# Leptoclanis pulchra
Leptoclanis là một chi bướm đêm thuộc họ Sphingidae, gồm một loài Leptoclanis pulchra, nó được tìm thấy ở rừng Brachystegia từ Angola và Zimbabwe đến Zambia, Cộng hòa Dân chủ Congo và miền nam Tanzania.
Cánh trước dài 30–35 mm đối với con đực và khoảng 40 mm đối với con cái. 